# マミヤRB67
マミヤRB67は、マミヤ光機製作所（Mamiya Kōki Seisakusho）が製造したプロ向け6×7cm判一眼レフカメラである。レボルビング機構が採用され画面の縦横の切り替えが簡単にできることが特徴。（RBはレボルビングバックの意）。主にスタジオ用に設計されていたが、野外で使用することもできる。

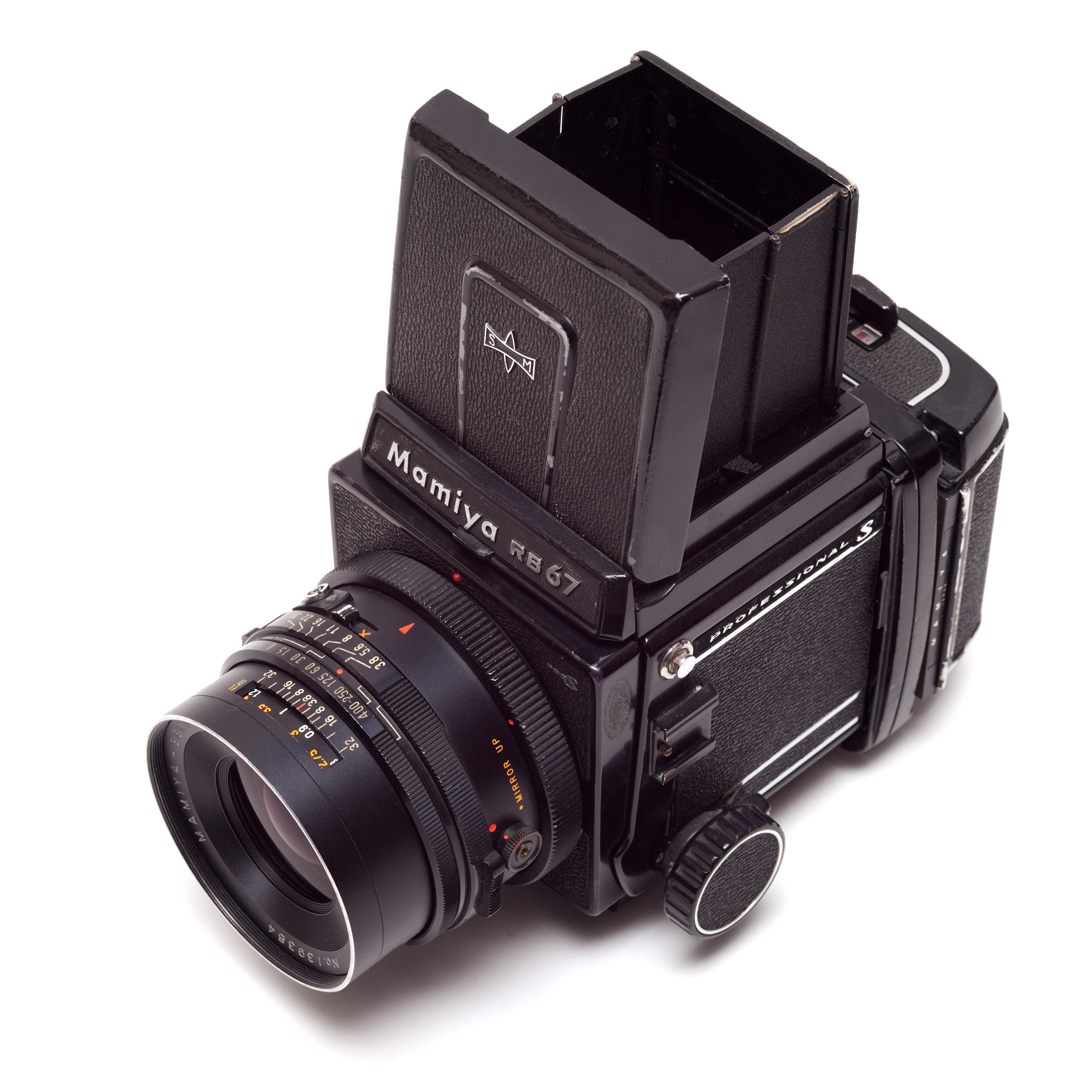
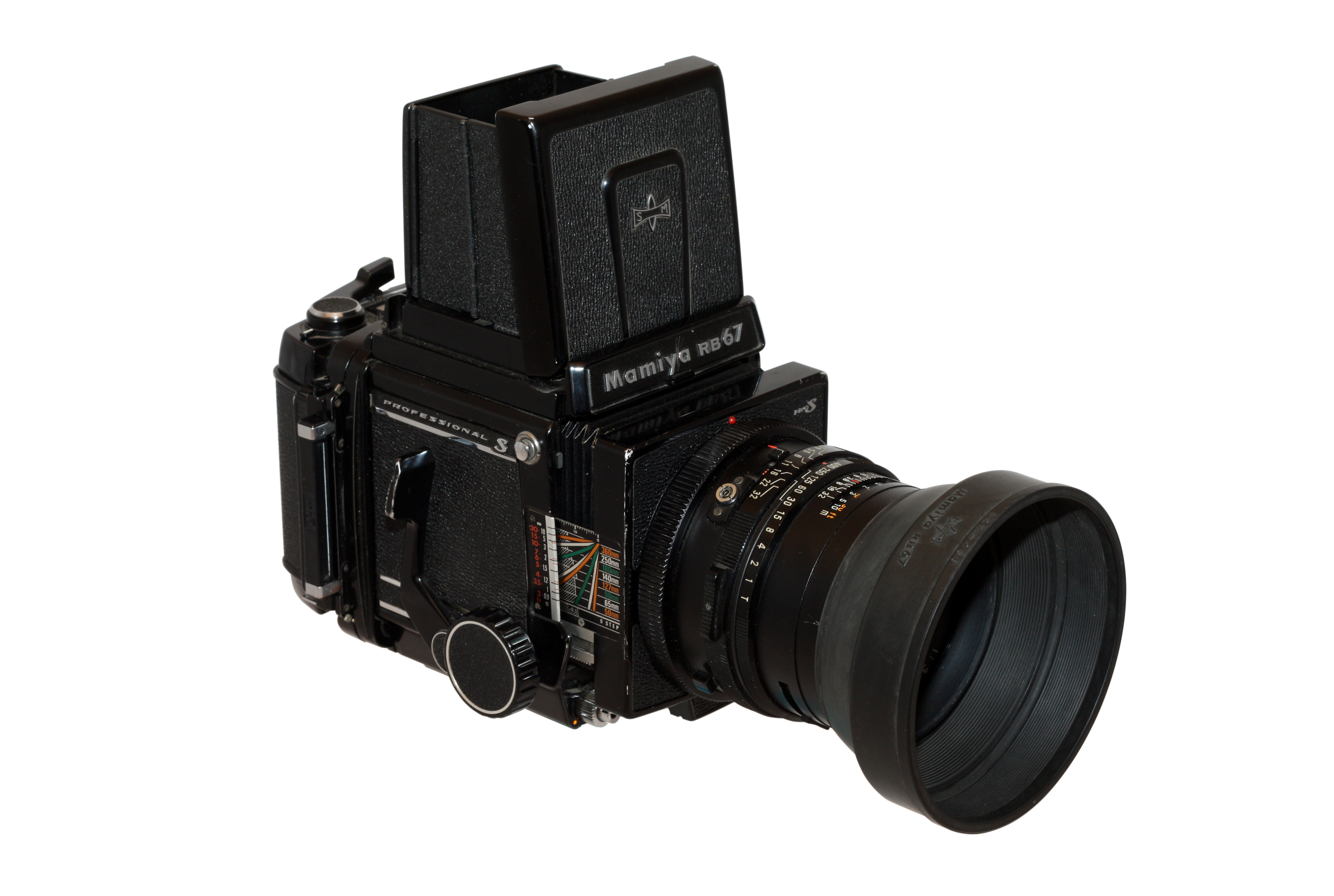
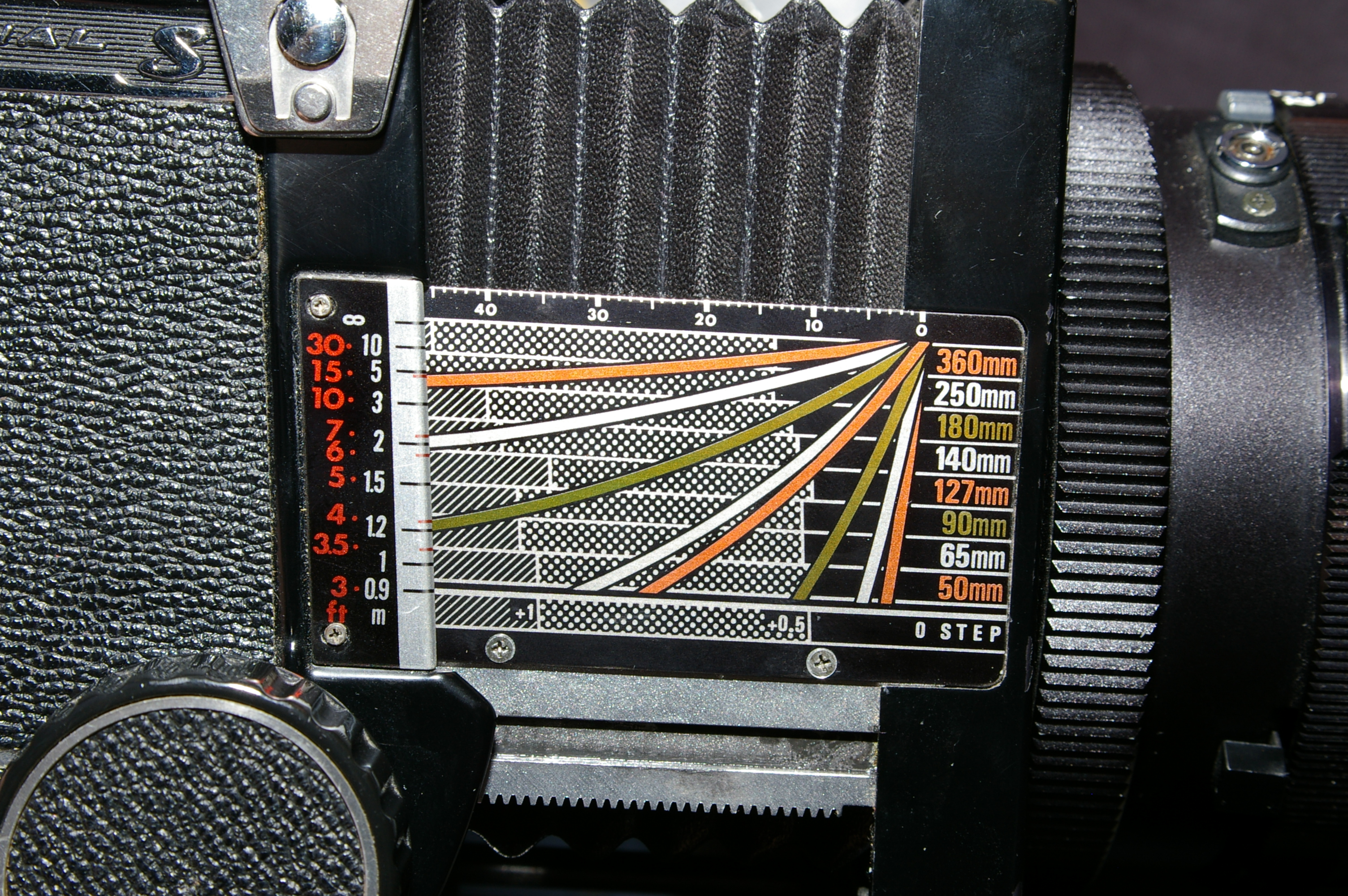

## 概要
RB67は拡張性の高い交換式中判一眼レフカメラで、レンズ、ファインダー、すりガラス、フィルムワインダー、フィルムホルダーのこれらがすべて交換可能。
RB67 Professional（初代、1970年発売）、RB67 Pro-S（1974年発売）、およびRB67 Pro-SD（1990年発売）の3つの世代がある。
RB67 Professionalは、1970年にハッセルブラッドのような従来の中判一眼レフカメラに似た外観で導入されたが、他にはない6×7 cm判でありポートレートの典型的な8×10インチのアスペクト比により近くなっている。これはスタジオ用として使用目的が絞られていたためである。このため当時のパンフレットでは『世界初の（人物撮影としての）理想的な比率（6×7cm）が採用された中判カメラ』と謳っている。
いくつかの他社との競合はあったが、蛇腹による焦点調節機構や回転バックを搭載された中判一眼レフはこのカメラが最初である。更にレンズシャッターを採用したことでストロボとの全速同調が可能となった利点がある。
元々はマミヤCシリーズとマミヤプレスを補完するために作られた。当時の他社中判一眼レフカメラと比べるとはるかに大きくて重いが、これはラック・ピニオン式焦点調節機構や回転バックなどの従来のプロ向け機能が搭載されているためである。
名前のRBは「Revolving Back」の意であり、フィルムホルダー部分を90度回転することで即座に画面の縦横の切り替えが可能なレボルビング機構のことである。

## 特徴
グラフロック規格のフィルムホルダーを採用した。このため、他のグラフロック規格フィルムホルダーとの互換性がある。レボルビングアダプターを外してPアダプターを装着することでポラロイドランドパックフィルムホルダーを、Pアダプターの上にMアダプターを介することでマミヤプレス用ホルダーも使用できる。Mアダプターには通常の横位置用の他に縦位置用のMアダプターVがある。
同社の二眼レフマミヤCシリーズ譲りのラック・ピニオン式焦点調節を採用しているため中間リングなしでかなりの接写撮影が可能。
フォーカルプレーン式ではなく、レンズシャッターを採用したことでストロボとの全速同調が可能となった。

## ボディ
- マミヤRB67プロフェッショナル（1970年発売） - フィルムホルダー交換にて6×4.5cm判や6×6cm判での撮影も可能。当初はセコール、後には鏡胴デザインを新しくしたセコールNBが用意された。
- マミヤRB67プロフェッショナルS（1974年発売） - RB67プロフェッショナルの後継機。フィルムホルダーに多重露光防止機構を搭載。ウエストレベルファインダーはこの機種よりワンタッチ開閉、ルーペも密閉式と改良された。バランスの取れた名機として評判が高く、長期間にわたって製造・販売された。最終期に純正で6×8cm判対応改造が行われ、6×8cm判対応レボルビングバックと6×8cm判電動フィルムホルダー、更に本体のフィルムマスクを加工することで6×8cm判の撮影が可能となり、人物撮影中心のスタジオ撮影によく使われた。同時代のレンズはセコールC。
  - マミヤRB67プロフェッショナルGL（1981年10月発売、300台限定） - RBシリーズ発売10周年を記念したモデル。マミヤRB67プロフェッショナルSの外装を金仕上げとリザード革張りとしたもの。（GLはゴールデンリザードの意）セコール127mmF3.8GL、Pro-S120ロールフィルムホルダーGL、ワンタッチピントフードGLのセット。別売りでCdSプリズムファインダーGLがある。
- マミヤRB67プロフェッショナルSD（1990年9月発売） - マウント径を54mmから61mmに拡大、ロールフィルムホルダーのデザイン変更、バルパス材による内面反射の低減、設計の段階で6×8cm判に対応（ただし横構図だとケラレが出ることがある）、など改良した機種。同時代のレンズはマミヤKL/Lシリーズ。また、KL/Lより以前のレンズを取り付けるには遮光性向上のために7mm厚の変換マウントリングの取り付けが推奨される。
  - マミヤRB67プロフェッショナルSDゴールド（1990年発売、300台限定） - マミヤ創業50周年を記念したモデル。マミヤRB67プロフェッショナルSDの外装を18K金と黒で仕上げしたもの。漆塗りの鍵付き化粧箱。購入者の金ネームプレート入り。ウエストレベルファインダーに50周年ロゴあり。特別仕様のマミヤKL127mmF3.5L-A、Pro-SD120ロールフィルムホルダー、ウエストレベルファインダーのセット。

## レンズ
全てセイコー1番レンズシャッターを内蔵している。シャッター速度はT、1〜1/400秒。

### セコールシリーズ
- セコール50mmF4.5 - 8群11枚。アタッチメントはφ77mmねじ込み。
- セコール65mmF4.5 - 8群8枚。最短撮影距離レンズ前枠より0.08m。アタッチメントはφ77mmねじ込み[4]。
- セコール90mmF3.8 - 6群7枚。最短撮影距離レンズ前枠より0.198m。アタッチメントはφ77mmねじ込み[4]。
- セコール127mmF3.8 - 3群5枚。最短撮影距離レンズ前枠より0.434m。アタッチメントはφ77mmねじ込み[4]。
- セコール180mmF4.5 - 3群5枚。アタッチメントはφ77mmねじ込み。
- セコール250mmF4.5 - 4群5枚。最短撮影距離レンズ前枠より1.6m。アタッチメントはφ77mmねじ込み[4]。
- セコール360mmF6.3 - 5群8枚。アタッチメントはφ77mmねじ込み。

### セコールNBシリーズ
鏡胴が新設計になった。NBはニューバレルの略。
- セコールNB65mmF4.5 - アタッチメントはφ77mmねじ込み。
- セコールNB90mmF3.8 - アタッチメントはφ77mmねじ込み。
- セコールNB127mmF3.8 - 3群5枚。アタッチメントはφ77mmねじ込み。

### セコールCシリーズ
マルチコート化された。これ以前のレンズはTでシャッターを開いた場合、シャッターダイヤルをT以外に設定変更することでシャッターを閉める。
- セコールフィッシュアイC37mmF4.5 - 対角線魚眼レンズ。6群9枚。最短撮影距離0.257m、レンズ前枠より0.0064m。フィルターφ40.5mmねじ込み、4枚付属。
- セコールC50mmF4.5 - 8群11枚。最短撮影距離0.279m、レンズ前枠より0.049m。アタッチメントはφ77mmねじ込み。近距離補正機構あり。
- セコールC65mmF4.5 - 7群8枚。最短撮影距離レンズ前枠より0.085m。アタッチメントはφ77mmねじ込み。
- セコールC90mmF3.8 - 5群7枚。最短撮影距離レンズ前枠より0.2m。アタッチメントはφ77mmねじ込み。
- セコールC127mmF3.8 - 3群5枚。最短撮影距離レンズ前枠より0.433m。アタッチメントはφ77mmねじ込み。
- セコールC127mmF3.8GL - セコールC127mmF3.8のゴールド仕上げ。マミヤRB67プロフェッショナルGLとのセット販売のみ。
- セコールマクロC140mmF4.5 - 4群7枚。最短撮影距離レンズ前枠より0.514m。アタッチメントはφ77mmねじ込み。
- セコールSFC150mmF4 - 軟焦点レンズ。絞りを兼ねるグリッドが3枚付属し、これが揃っていないと能力を生かせないので中古を求める際には注意が必要である。グリッドの他に一般の自動絞りも備える。3群5枚。最短撮影距離0.856m、レンズ前枠より0.615m。アタッチメントはφ77mmねじ込み。
- セコールC180mmF4.5 - 3群5枚。最短撮影距離レンズ前枠より0.847m。アタッチメントはφ77mmねじ込み。
- セコールC250mmF4.5 - 4群5枚。最短撮影距離レンズ前枠より1.57m。アタッチメントはφ77mmねじ込み。
- セコールC360mmF6.3 - 5群8枚。最短撮影距離レンズ前枠より3.46m。アタッチメントはφ77mmねじ込み。
- セコールC500mmF8 - 6群6枚。最短撮影距離6.599m、レンズ前枠より6.15m。アタッチメントはφ77mmねじ込み。
- セコールズームC100〜200mmＦ5.2W - 12群14枚。最短撮影距離ワイド側で0.548m、テレ側で1.217m、レンズ前枠よりワイド側で0.225m、テレ側で0.894m。アタッチメントはφ77mmねじ込み。

### マミヤKL/Lシリーズ
セコール銘が廃止された。マウント径がφ54mmからφ61mmに拡大されたが、KLシリーズは附属している7mm厚の変換マウントリングを外すことにより旧ボディーにも使用できる。タイム撮影時、バルブソケットに装着したケーブルレリーズによりシャッターを閉めることができるようになった。ミラーアップソケットはケーブルレリーズをねじ込むとせり出し、外すと元に戻る方式になり、解除し忘れによる撮影ミスがなくなった。また、K/LのKはPro/Pro-S対応、LはPro-SD対応を表している。
- マミヤKL65mmF4L - 超低分散レンズを含む8群9枚。最短撮影距離0.348m。アタッチメントはφ77ねじ込み。近距離補正。
- マミヤKL75mmF3.5L - 超低分散レンズを含む7群9枚。最短撮影距離0.379m。アタッチメントはφ77ねじ込み。近距離補正。
- マミヤシフトL75mmF4.5S/L - 9群11枚。最短撮影距離0.416m、レンズ前枠より0.114m。アタッチメントはφ105mmねじ込み。マミヤRB67プロフェッショナルSD専用。
- マミヤKL90mmF3.5L - 超低分散レンズを含む7群8枚。最短撮影距離0.448m、レンズ前枠より0.196m。アタッチメントはφ77mmねじ込み。近距離補正。
- マミヤKL127mmF3.5L - 4群6枚。最短撮影距離0.639m、レンズ前枠より0.408m。アタッチメントはφ77mmねじ込み。
- マミヤマクロKL140mmF4.5M/L-A - 4群6枚。最短撮影距離0.759m、レンズ前枠より0.512m。アタッチメントはφ77mmねじ込み。
- マミヤKL150mmF3.5L - 4群6枚。最短撮影距離0.817m、レンズ前枠より0.584m。アタッチメントはφ77mmねじ込み。
- マミヤKL180mmF4.5L-A - 3群4枚。最短撮影距離1.099m、レンズ前枠より0.83m。アタッチメントはφ77mmねじ込み。
- マミヤKL210mmF4.5アポ/L - 5群7枚。最短撮影距離1.432m。アタッチメントはφ77mmねじ込み。
- マミヤKL250mmF4.5L-A - 4群5枚。最短撮影距離1.854m、レンズ前枠より1.578m。アタッチメントはφ77mmねじ込み。
- マミヤKL250mmF4.5アポ/L - 5群7枚。最短撮影距離1.86m。アタッチメントはφ77mmねじ込み。
- マミヤKL350mmF5.6アポ/L - 6群7枚。最短撮影距離3.423m。アタッチメントはφ77mmねじ込み。
- マミヤL500mmF6アポ/L - 7群7枚。最短撮影距離6.493m。アタッチメントはφ105mmねじ込み。マミヤRB67プロフェッショナルSD専用。